# Fusilli

Fusilli

Fusilli of spirelli is de naam van een soort pasta in de vorm van een spiraal. Meestal zijn fusilli zes à zeven centimeter lang. Aan groene fusilli is meestal spinazie (of grote brandnetel) toegevoegd, aan rode fusilli tomatenpuree. Ook worden deze kleuren samen met de witte variant verkocht, onder de naam 'tricolore', de bijnaam van de Italiaanse vlag, rood, wit en groen.